# Outer Banks (série télévisée)
Pour les articles homonymes, voir Banks et Outer Banks.
Outer Banks est une série télévisée d'aventures américaine créée par Shannon Burke, Josh Pate et Jonas Pate et diffusée depuis le 15 avril 2020 sur la plateforme Netflix. Elle raconte l'histoire de deux bandes d'adolescents, les Pogues et les Kooks, dans la zone des Outer Banks en Caroline du Nord, et de leurs rivalités dans le cadre d'une chasse au trésor. La saison 5 est prévue pour 2026.

## Synopsis
Dans les Outer Banks en Caroline du Nord, une bande d’adolescents appelée « Pogues » est déterminée à savoir pourquoi le père de John Booker (Chase Stokes) a mystérieusement disparu et, peu à peu, ils découvrent le trésor légendaire qu’ils avaient commencé à chercher…
Poursuivis par la loi et un riche groupe de Kooks (terme argot de la série désignant une personne aisée, excentrique et égocentrique, qui ne peut pas traîner avec les vrais surfeurs) de l'ile Figure Eight, les Pogues cherchent à surmonter des obstacles tels que la drogue, l'amour, les combats, l'amitié, l'argent et la privation de leurs droits d'être des adolescents américains.

## Distribution

### Acteurs principaux
| Personnages                       | Acteurs              | VF               | Saisons    | Saisons    | Saisons    | Saisons    |
| Personnages                       | Acteurs              | VF               | 1          | 2          | 3          | 4          |
| --------------------------------- | -------------------- | ---------------- | ---------- | ---------- | ---------- | ---------- |
| John Booker « John B. » Routledge | Chase Stokes         | Donald Reignoux  | Principal  | Principal  | Principal  | Principal  |
| Sarah Cameron                     | Madelyn Cline        | Alice Taurand    | Principale | Principale | Principale | Principale |
| Kiara « Kie » Carrera             | Madison Bailey       | Aurélie Konaté   | Principale | Principale | Principale | Principale |
| Jackson « JJ » Maybank            | Rudy Pankow          | Tom Trouffier    | Principal  | Principal  | Principal  | Principal  |
| Pope Heyward                      | Jonathan Daviss      | Mike Fédée       | Principal  | Principal  | Principal  | Principal  |
| Rafe Cameron                      | Drew Starkey         | Juan Llorca      | Principal  | Principal  | Principal  | Principal  |
| Topper Thorntorn                  | Austin North         | Jim Redler       | Principal  | Principal  | Principal  | Récurrent  |
| Ward Cameron                      | Charles Esten        | Cyrille Artaux   | Principal  | Principal  | Principal  |            |
| John « Big John » Routledge       | Charles Halford (en) | Tom Novembre     | Invité     |            | Principal  |            |
| Cléo Anderson                     | Carlacia Grant (en)  | Déborah Godefroy |            | Récurrente | Principale | Principale |
| Sofia                             | Fiona Palomo (en)    | Garance Thénault |            |            | Récurrente | Principale |

### Acteurs secondaires

#### Introduits dans la saison 1
- Cullen Moss (VF : Stéphane Bazin) : l'officier Shoupe (depuis la saison 1)
- E. Roger Mitchell (VF : Jean-Baptiste Anoumon) : M. Heyward, le père de Pope (depuis la saison 1)
- Deion Smith (VF : Jonathan Le Guillou) : Kelce
- Marland Burke : Mike Carrera, le père de Kiara (depuis la saison 1)
- Samantha Soule (VF : Christine Lemler) : Anna Carrera, la mère de Kiara (depuis la saison 1)
- Nicholas Cirillo (VF : Taric Mehani) : Barry (depuis la saison 1)
- Gary Weeks (en) (VF : Loïc Guingand) : Luke Maybank, le père de JJ. (saisons 1 à 3, invité saison 4)
- Julia Antonelli (VF : Justine Bazin) : Wheezie Cameron, la petite sœur de Sarah. (saisons 1 à 3)
- Caroline Arapoglou (VF : Peggy Martineau) : Rose Cameron, la belle-mère de Sarah. (saisons 1 à 3)
- Chelle Ramos (VF : Sara Chambin) : la shérif-adjointe Plumb (saisons 1 et 2)
- Adam Donahue : l'agent Bratcher (saisons 1 et 2)
- Adina Porter (VF : Maïk Darah) : la shérif Susan Peterkin (saison 1)
- CC Castillo (VF : Ludmila Ruoso) : Lana Grubbs (saison 1)
- Brian Stapf : Cruz (saison 1)
- Terence Rosemore (VF : Frantz Confiac) : le capitaine Terrance (saisons 2 et 4, invité saison 1)

#### Introduits dans la saison 2
- Elizabeth Mitchell (VF : Dominique Vallée) : Carla Limbrey (saisons 2 et 3)
- Jesse C. Boyd (af) (VF : Stanislas Forlani) : Renfield, le demi-frère cadet de Limbrey. (saison 2)

#### Introduits dans la saison 3
- Andy McQueen (en) (VF : Julien Allouf) : Carlos Singh (saison 3)
- Lou Ferrigno, Jr. : Ryan (saison 3)
- David Jensen (VF : Hervé Jolly) : Wes Genrette (saison 4, invité saison 3)

#### Introduits dans la saison 4
- Brianna Brown (VF : Laura Blanc) : Hollis Robinson (saison 4)
- Pollyanna McIntosh : Dalia (saison 4)
- J. Anthony Crane (VF : Julien Kramer) : Chandler Groff (saison 4)
- Rigo Sanchez (VF : Marc Arnaud) : Lightner (saison 4)
- Mia Challis (VF : Julia Le Faou) : Ruthie (saison 4)

 Source et légende : version française (VF) sur RS Doublage et Doublage Séries Database

## Production

### Développement
Le 3 mai 2019, on annonce que Netflix a donné carte blanche avant la sortie de la première saison pour écrire des scripts de la deuxième saison de la série créée par Josh Pate, Jonas Pate et Shannon Burke qui en sont également producteurs délégués et qu’ils travaillent dessus depuis plusieurs mois. Les créateurs de la série voient déjà loin, il se projette sur une saison 3, 4 et 5, mais aucune annonce n'a été faite par Netflix. Elle est officiellement diffusée le 15 avril 2020.
Le 24 juillet 2020, on apprend que la série est officiellement renouvelée pour une deuxième saison, qui sera diffusé le 30 juillet 2021,. Le 7 décembre 2021, la série est renouvelée pour une troisième saison qui est diffusée sur Netflix le 23 février 2023, date que Madelyn Cline avait laissé échapper lors d'une soirée événement et qui n'était pas officialisé par les producteurs. Le 18 février 2023, à l'occasion du festival de musique Poguelandia, il est annoncé que la série a été renouvelée pour une quatrième saison.
Selon une annonce sur le site de Netflix, la quatrième saison sortira en deux parties avec chacune cinq épisodes : la première sort le 10 octobre et la seconde sortira le 7 novembre.
En novembre 2024, la série a été renouvelée pour une cinquième et dernière saison.

### Attribution des rôles
En mars 2019, Chase Stokes, Madelyn Cline, Madison Bailey, Jonathan Daviss, Rudy Pankow, Charles Esten, Austin North et Drew Starkey y sont engagés. Le 2 juillet 2019, Caroline Arapoglou est également embauchée pour un rôle secondaire.

### Tournage
Le co-créateur Jonas Pate envisageait de filmer à Wilmington, en Caroline du Nord, mais Netflix a choisi de ne pas y filmer la série en raison de la législation de l'État sur le projet de loi HB2 votée en mars 2016 qui interdit l'usage par les personnes transgenre des toilettes destinées au genre auquel ils s'identifient.

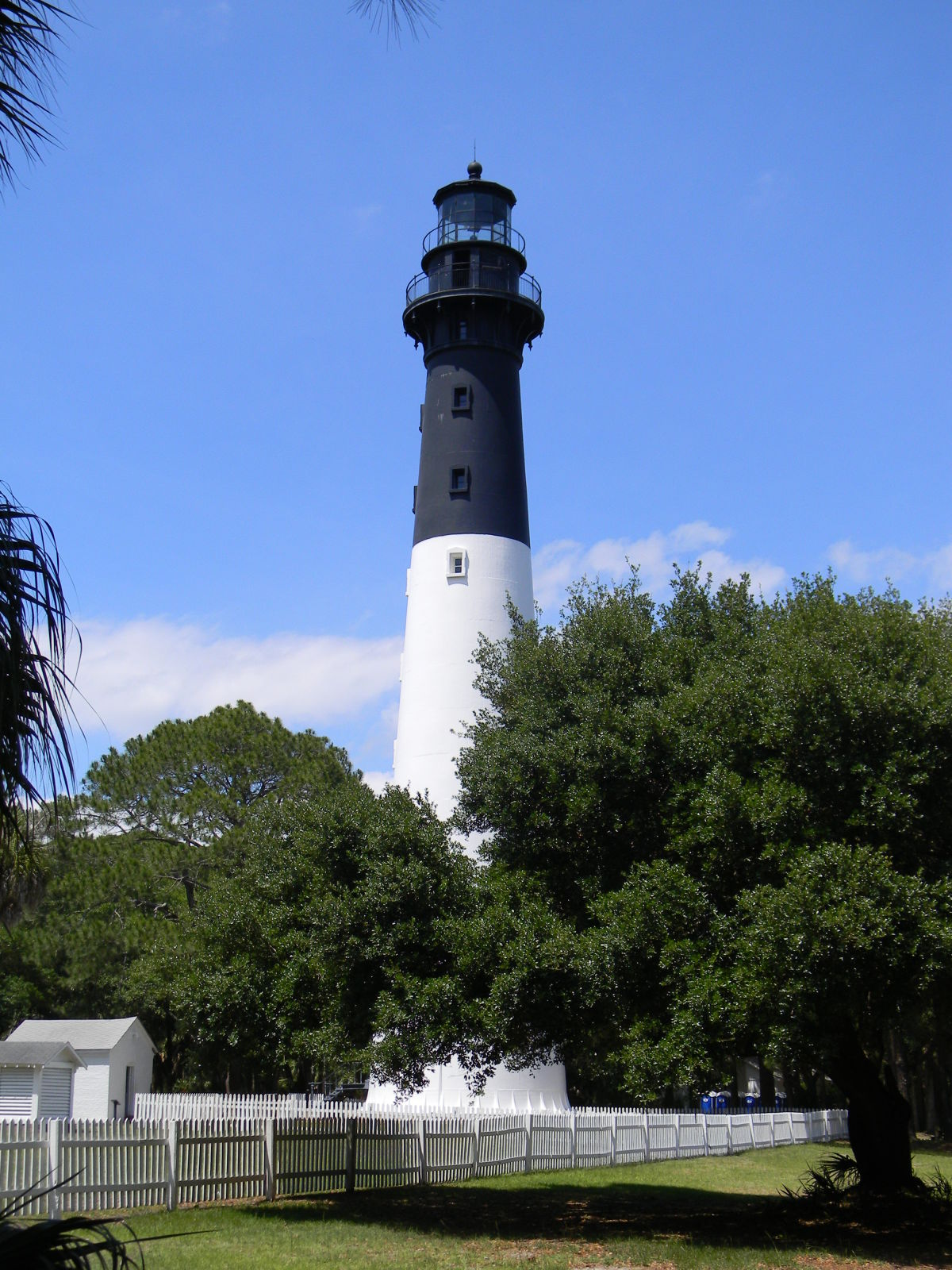
Le phare de Hunting Island, où John B. découvre l'indice "Redfield" sur la boussole de son père.

Le tournage de la première saison débute le 1er mai 2019 en Caroline du Sud, précisément à Charleston pour le domaine Lowndes Grove (en) qui sert de décors à la maison de Sarah Cameron et sa famille, à Mount Pleasant pour le réel restaurant The Wreck, le port Shem Creek et la Pitt Street, ainsi que sur Hunting Island où se trouve le phare — près de Beaufort, et sur Kiawah Island pour le domaine de golf (en).
Pour la deuxième saison, il a lieu au même endroit, entre le 31 août 2020 et le 2 avril 2021,.
Le tournage de la troisième saison débute en février 2022.|La saison est diffusée  à partir du pour 23 février 2023.
Le tournage de la saison 4 débute en juin 2023, avant d'être stoppée deux mois plus tard pour cause de la grève des écrivains. Le tournage reprend entre novembre et décembre pour une diffusion fin 2024.

### Fiche technique
Sauf indication contraire, les informations mentionnées dans cette section peuvent être confirmées par la base de données cinématographiques IMDb,  présente dans la section « Liens externes ».
- Titre original : Outer Banks
- Création : Shannon Burke, Jonas Pate et Josh Pate
- Casting : Carrie Audino et Laura Schiff
- Réalisation : Cherie Nowlan, Jonas Pate et Valerie Weiss
- Scénario : Rachel Alter, Shannon Burke, Kathleen Hale, Jonas Pate et Josh Pate
- Musique : Fil Eisler
- Direction artistique : Leslie Keel
- Décors : Daniel Novotny
- Costumes : Emmie Holmes
- Photographie : Gonzalo Amat, David William McDonald et J.B. Smith
- Montage : Jeffrey M. Werner et Sunny Hodge
- Production : Sunny Hodge
- Production déléguée : Shannon Burke, Jonas Pate et Josh Pate
- Sociétés de production : Rock Fish et Red Canoe Productions
- Société de distribution : Netflix
- Pays d’origine :  États-Unis
- Langue originale : anglais
- Format : couleur
- Genres : aventure, drame, énigme
- Durée : 46 à 56 minutes
- Date de diffusion : Monde : 15 avril 2020 sur Netflix[5]

## Épisodes
| Saisons | Saisons | Nombre d'épisodes | Nombre d'épisodes | Diffusion originale |
| ------- | ------- | ----------------- | ----------------- | ------------------- |
|         | 1       | 10                | 10                | 15 avril 2020       |
|         | 2       | 10                | 10                | 30 juillet 2021     |
|         | 3       | 10                | 10                | 23 février 2023     |
|         | 4       | 10                | 5                 | 10 octobre 2024     |
| 5       | 4       | 10                | 7 novembre 2024   |                     |

### Première saison (2020)
La première saison est mise en ligne le 15 avril 2020.
1. Pilote (Pilot)
2. La Boussole porte-bonheur (The Lucky Compass)
3. La Zone interdite (The Forbidden Area)
4. La Mission secrète (Spy Games)
5. La Fête du solstice (MidSummers)
6. La Parcelle 9 (Parcel 9)
7. Le Calme avant la tempête (Dead Calm)
8. La Piste de décollage (The Runway)
9. Le Clocher (The Bell Tower)
10. Le Fantôme (Phantoms)

### Deuxième saison (2021)
La deuxième saison a été mise en ligne le 30 juillet 2021.
1. L'Or (The Gold)
2. Le Braquage (The Heist)
3. Le Vent (Prayers)
4. Le Retour (Homecoming)
5. Extraction (The Darkest Hour)
6. Mon Druthers (My Druthers)
7. La Manière douce et la Manière forte (The Bonfire)
8. La Croix (The Cross)
9. Courses contre-la-montre (Trapped)
10. Le Coastal Venture (The Coastal Venture)

### Troisième saison (2023)
1. Poguelandia (Poguelandia)
2. Les Cloches (The Bells)
3. Pères et fils (Fathers and Sons)
4. Le Journal intime (The Diary)
5. Tentatives de vol (Heists)
6. Vers l'obscurité (The Dark Forest)
7. Joyeux anniversaire de mariage (Happy Anniversary)
8. La Direction du gouvernail (Tapping the Rudder)
9. Bienvenue à Kitty Hawk (Welcome to Kitty Hawk)
10. Le Secret du gnomon (Secret of the Gnomon)

### Quatrième saison (2024)
La diffusion a lieu en deux parties. Les premiers épisodes sortent le 10 octobre 2024, la seconde partie le 7 novembre 2024.
1. L'Enduro (The Enduro)
2. Barbe Noire (Blackbread)
3. Les Corsaires (The Lupine Corsairs)
4. Les plus belles vagues de l'année (The Swell)
5. Albatros (Albatross)
6. Le Conseil municipal (The Town Council)
7. Mères et pères (Mothers and Fathers)
8. Une histoire de famille (Decision Day)
9. La Tempête (The Storm)
10. La Couronne bleue (The Blue Crown)

### Cinquième saison (2025)
Cette cinquième saison, qui sera la dernière, est prévue pour 2025, voire 2026.

## Accueil
Sur Rotten Tomatoes, Outer Banks obtient un niveau de confiance d'au moins 71 % avec treize critiques et une note de 6.72/10, Le consensus critique du site web se lit comme suit : « Le mélodrame exagéré d'Outer Banks est équilibré par un fort sens de l'aventure qui ne manquera pas d'accrocher ceux qui cherchent à capturer ce sentiment d'été. »
Sur Metacritic, il mentionne 61 sur 100 avec 9 critiques généralement positifs.
Sur Allociné, il montre un niveau positif de 4/5 avec 2951 évaluations dont 153 critiques des téléspectateurs.
Sur IMDb, Outer Banks détient une note de 7,6/10 cumulant 898 évaluations utilisateurs.
Steve Greene d'IndieWire a donné un B à la première saison de la série et a écrit une critique en disant : « Certaines de ces confrontations ultérieures s'effondrent sous le poids de leur intrigue, mais quand Outer Banks compose son mélodrame à son propre endroit, il y a assez de plaisir pour garder un public avide d'histoires à suivre le long de la piste. »
En examinant la série pour The Hollywood Reporter, Daniel Fienberg a décrit la première saison de la série comme « des gens jolis, une jolie cinématographie, assez stupide » et a déclaré : « la série est positivement jonché de personnages et de fils d'intrigue qui semblent avoir été pertinents ou même importants dans une saison de 13 épisodes ou un roman YA qui offrait plus de marge de manœuvre. »
La deuxième saison a un taux d'approbation de 83 % sur Rotten Tomatoes, basé sur 6 avis, avec une note moyenne de 6,20/10.

## Procès
Le 21 décembre 2020, un enseignant et auteur de Caroline du Nord, Kevin Wooten, a déposé une plainte contre Netflix et les créateurs de la série, affirmant qu'ils avaient volé l'intrigue de son roman Pennywise: The Hunt For Blackbeard's Treasure!. Wooten demande des redevances continues et le paiement de dommages et intérêts ; il est débouté.

## Distinctions

### Récompenses
- People's Choice Awards 2020[21] : Série digne d'un marathon de 2020
- MTV Movie & TV Awards 2021[22] : Meilleur baiser pour Chase Stokes et Madelyn Cline

### Nominations
- People's Choice Awards 2020[23] :
  - Série télévisée de l'année
  - Série télévisée dramatique de l'année
  - Star masculine de série télévisée de l'année pour Chase Stokes
  - Star de série télévisée dramatique de l'année pour Chase Stokes